# 1918 في النرويج
فيما يلي قوائم الأحداث التي وقعت خلال عام 1918 في النرويج.

## سياسة

### انتهاء فترة المنصب
- 1 يناير – أوتو باهر هالفورسن عضو برلمان النرويج  [لغات أخرى]‏.
- 1 يناير – أولاف أموندسين عضو برلمان النرويج  [لغات أخرى]‏.
- 1 يناير – إيفار آفاتسمارك عضو برلمان النرويج  [لغات أخرى]‏.
- 1 يناير – رولف جاكوبسن عضو برلمان النرويج  [لغات أخرى]‏.
- 1 يناير – غونار كنودسن عضو برلمان النرويج  [لغات أخرى]‏،Minister of Auditing [الإنجليزية]‏.
- 1 يناير – يوهان لودفيغ موفينكل عضو برلمان النرويج  [لغات أخرى]‏.
- 1 يناير – يوهان نيغورسفول عضو برلمان النرويج  [لغات أخرى]‏.

## رياضة
- 1 يناير – كأس النرويج 1918 الفائز Kvik Halden FK [الإنجليزية]‏.

## مواليد

### يناير
- 30 يناير – أندريه بيرك شاعر نرويجي.

### فبراير
- 16 فبراير – كارستن كونو رُبّان نرويجي.

### أبريل
- 29 أبريل – هانس نوردال لاعب كرة قدم نرويجي.

### مايو
- 19 مايو – أولاف بو

### أغسطس
- 1 أغسطس – ألفرد إريكسن مسايف نرويجي.
- 28 أغسطس – توتي ليمكو ممثل بريطاني.

### سبتمبر
- 27 سبتمبر – فيبيكي فالك ممثلة نرويجية.

### أكتوبر
- 12 أكتوبر – فرانك روبرت
- 19 أكتوبر – سفيري بي. هامر

### نوفمبر
- 9 نوفمبر – سفيري غرانلند جندي نرويجي.
- 13 نوفمبر – كارل آسلاند سياسي نرويجي.

### ديسمبر
- 19 ديسمبر – إيفرت جوهانسون ملاكم نرويجي.

## وفيات

### فبراير
- 26 فبراير – أوتو جنسن (مواليد 1856)

### يوليو
- 13 يوليو – إميل إيغينز (مواليد 1883) مُجدّف نرويجي.

### أكتوبر
- 1 أكتوبر – يوهان سورينسن (مواليد 1830)

### ديسمبر
- 3 ديسمبر – أندرس هايردال (مواليد 1832) موسيقي نرويجي.